# François Ménard de La Groye
François René Pierre Ménard de La Groye est un homme politique français né le 16 octobre 1742 au Mans (Sarthe) et décédé le 12 août 1813 à Angers (Maine-et-Loire).

## Biographie
Conseiller au présidial du Mans avant la Révolution, il est député du tiers état pour la sénéchaussée du Maine et siège dans la majorité. Il devient juge au tribunal de la Sarthe en l'an IV et est élu député au Conseil des Cinq-Cents le 25 germinal an VI. Rallié au coup d'État du 18 Brumaire, il est nommé vice-président du tribunal d'appel d'Angers en 1800, puis premier président en 1811. Chevalier d'Empire en 1809, il est baron en 1813.

## Sources
- « François Ménard de La Groye », dans Adolphe Robert et Gaston Cougny, Dictionnaire des parlementaires français, Edgar Bourloton, 1889-1891 [détail de l’édition]